# Szojuz–33
A Szojuz–33 (oroszul: Союз 33) szovjet háromszemélyes, kétszemélyessé átalakított szkafanderes személyszállító, szabványos rendszerben épített Szojuz űrhajó. Az űrhajó vitte a negyedik Interkozmosz küldetést a Szaljut–6 űrállomásra, melynek keretében repült Bulgária első űrhajósa, Georgi Ivanov.

## Küldetés
Fő feladata a közös szovjet-bolgár kísérletek végrehajtása az űrállomáson. A sikertelen dokkolás miatt a kutatási programot, később (más űrrepülés alkalmával) az űrállomáson végrehajtották.

## Jellemzői
Központi tervező iroda CKBEM <= Центральное конструкторское бюро экспериментального машиностроения (ЦКБЕМ)> (OKB-1 <= ОКБ-1>, most OAO RKK Energiya im. SP Korolev <= ОАО РКК Энергия им. С. П. Королёва> – Központi Kísérleti Gépgyártási Tervezőiroda). Az űrhajót kis átalakítással emberes programra, teherszállításra és mentésre (leszállásra) tervezték.
1979. április 10-én a bajkonuri űrrepülőtér indítóállomásról egy Szojuz hordozórakéta (11А511U) juttatta Föld körüli, közeli körpályára. Az orbitális egység pályája 88.9 perces, 51.6 fokos hajlásszögű, elliptikus pálya-perigeuma 198 kilométer, apogeuma 279 kilométer volt. Hasznos tömege 6860 kilogramm. Szerkezeti felépítését tekintve a Szojuz űrhajó napelemtáblák nélküli változatával megegyező. Akkumulátorait az űrállomás napelemtáblái által előállított energiával tartották üzemkész állapotban. Összesen 1 órát, 23 percet és 6 másodpercet töltött a világűrben. Összesen 2 alkalommal kerülte meg a Földet.
A pályakorrekciók során az űrhajó főhajtóműve nem működött rendesen. Így a Szaljut-6 űrállomással való dokkoláshoz és a leszálláshoz sem lehetett igénybe venni. Mivel a Szojuz–33 nem tudott kapcsolódni a Szaljut–6 űrállomáshoz, a fent lévő legénységet a szovjet-magyar közös űrutazásra tervezett Szojuz–34 űrjárművet legénység nélkül küldték az űrállomáshoz. A Szojuz–32, amelynek közben lejárt az űrben tölthető 90 napos üzemideje (108 nap után tért vissza a földre), legénység nélkül tért vissza a földre.
A bolgár nemzeti tudósok által összeállított, elmaradt program összetétele. Pirin programban ötvözetek olvasztása és kristályosítása. A szovjet-NDK fejlesztésű MKF-6M spektrozonális fotókamerával Bulgária kiválasztott területeinek fotózása. A bolgár elektrofotométerrel megfigyelések végzése az ionoszféra optikai jelenségeiről (sarki fény, egyenlítői fénylés, közepes szélességű vörös ívek). A Szpektr-15 bolgár készülékkel nagyszámú színkép készítése a földfelszínről, a légkörről, a lenyugvó és a felkelő Napról.
1979. április 12-én a tartalék hajtóművek segítségével belépett a légkörbe, a kényszerleszállás (megterhelés 8-10 g) hagyományos módon – ejtőernyős leereszkedés – történt, Zsezkazgantól 320 kilométerre délkeletre értek Földet.

## Személyzet
(zárójelben a repülések száma a Szojuz–33-mal együtt)
- Nyikolaj Rukavisnyikov (3)
- Georgi Ivanov (1)

## Tartalékok
- Jurij Romanyenko űrhajós parancsnok
- Alekszandar Alekszandrov kísérletező pilóta